# Арнот (Пенсільванія)
Арнот (англ. Arnot) — переписна місцевість (CDP) в США, в окрузі Тайога штату Пенсільванія. Населення — 315 осіб (2020).

## Географія
Арнот розташований за координатами 41°39′42″ пн. ш. 77°7′20″ зх. д. / 41.66167° пн. ш. 77.12222° зх. д. (41.661573, -77.122160).  За даними Бюро перепису населення США в 2010 році переписна місцевість мала площу 2,69 км², з яких 2,66 км² — суходіл та 0,03 км² — водойми.

## Демографія
Згідно з переписом 2010 року, у переписній місцевості мешкали 332 особи в 141 домогосподарстві у складі 99 родин. Густота населення становила 124 особи/км².  Було 188 помешкань (70/км²).
Расовий склад населення:
| - 100,0 % — білих |

До двох чи більше рас належало 0,0 %. Частка іспаномовних становила 0,0 % від усіх жителів.
За віковим діапазоном населення розподілялося таким чином: 18,4 % — особи молодші 18 років, 64,4 % — особи у віці 18—64 років, 17,2 % — особи у віці 65 років та старші. Медіана віку мешканця становила 48,4 року. На 100 осіб жіночої статі у переписній місцевості припадало 97,6 чоловіків;  на 100 жінок у віці від 18 років та старших — 96,4 чоловіків також старших 18 років.
Середній дохід на одне домашнє господарство  становив 59 810 доларів США (медіана — 53 125), а середній дохід на одну сім'ю — 63 660 доларів (медіана — 56 500). За межею бідності перебувало 12,6 % осіб, у тому числі 19,2 % дітей у віці до 18 років та 7,1 % осіб у віці 65 років та старших.
Цивільне працевлаштоване населення становило 211 осіб. Основні галузі зайнятості: освіта, охорона здоров'я та соціальна допомога — 20,4 %, виробництво — 17,5 %, мистецтво, розваги та відпочинок — 15,2 %.